# Temporada 2023 de la Clio Cup España
La Temporada 2023 de la Clio Cup España es la tercera temporada bajo reglamento FIA, incluida de nuevo dentro de la Clio Cup Series. Para esta temporada se elimina la norma de que para poder puntuar se tenga que contar con una licencia expedida por la RFEDA, la clase Gentleman pasa a denominarse Racer y se introduce una clasificación de equipos.

## Escuderías y pilotos
| Escudería             | N.º | Piloto                   | Rondas |
| --------------------- | --- | ------------------------ | ------ |
| Team VRT              | 8   | Joaquín Rodrigo (R)      | Todas  |
| Team VRT              | 26  | Alex Royo                | 3, 5   |
| Team VRT              | 66  | Alejandro Romero (C)     | Todas  |
| Team VRT              | 79  | Javier Cicuéndez (R)     | 1-2    |
| Motorismo Racing Team | 10  | Sergio Casalins (R)      | 1-2    |
| AST Competition       | 22  | Lydia Sempere (C)        | Todas  |
| AST Competition       | 113 | Adrián Schimpf (C)       | Todas  |
| AST Competition       | 199 | Alejandro Schimpf (C)    | Todas  |
| Milan Compétition     | 23  | Jordi Palomeras (C)      | 1-3, 5 |
| Milan Compétition     | 31  | Jeremy Bordagaray (R)    | Todas  |
| Milan Compétition     | 111 | Mathieu Lannepoudenx (C) | 1-2    |
| GM Sport              | 33  | Michel Faye (R)          | 1, 3-5 |
| TeamAlcar             | 77  | Jean-Louis Carponcin (R) | 3-5    |
| Chefo Sport           | 128 | Iván Hernández (C)       | 3      |

(C) = piloto Challenger, (R) = piloto Racer

## Calendario
| Ronda | Ronda | Circuito                       | Fecha            | Comparte parrilla con            | Acompaña a                                            |
| ----- | ----- | ------------------------------ | ---------------- | -------------------------------- | ----------------------------------------------------- |
| 1     | C1    | Circuito Paul Armagnac         | 9 de abril       | Clio Cup Francia                 | Copa Alpine Elf + Campeonatos de circuitos de la FFSA |
| 1     | C2    | Circuito Paul Armagnac         | 10 de abril      | Clio Cup Francia                 | Copa Alpine Elf + Campeonatos de circuitos de la FFSA |
| 2     | C1    | Circuito de Nevers Magny-Cours | 6 de mayo        | Clio Cup Francia                 | Campeonatos de circuitos de la FFSA                   |
| 2     | C2    | Circuito de Nevers Magny-Cours | 7 de mayo        | Clio Cup Francia                 | Campeonatos de circuitos de la FFSA                   |
| 3     | C1    | Circuito Ricardo Tormo         | 23 de septiembre | Clio Cup Europa                  | GT-CER + Copa Racer + Copa Saxo                       |
| 3     | C2    | Circuito Ricardo Tormo         | 24 de septiembre | Clio Cup Europa                  | GT-CER + Copa Racer + Copa Saxo                       |
| 4     | C1    | Circuito Paul Ricard           | 7 de octubre     | Clio Cup Francia Clio Cup Italia | Campeonatos de circuitos de la FFSA                   |
| 4     | C2    | Circuito Paul Ricard           | 8 de octubre     | Clio Cup Francia Clio Cup Italia | Campeonatos de circuitos de la FFSA                   |
| 5     | C1    | Circuito de Cataluña           | 11 de noviembre  | Clio Cup Europa Clio Cup Italia  | Eurocup-3 + F4 Española                               |
| 5     | C2    | Circuito de Cataluña           | 12 de noviembre  | Clio Cup Europa Clio Cup Italia  | Eurocup-3 + F4 Española                               |

## Resultados

### Campeonato de pilotos
Sistema de puntuación
| Posición | 1  | 2  | 3  | 4  | 5  | 6  | 7  | 8  | 9  | 10 | 11 | 12 | 13 | 14 | 15 | 16 | 17 | 18 | 19 | 20 |
| -------- | -- | -- | -- | -- | -- | -- | -- | -- | -- | -- | -- | -- | -- | -- | -- | -- | -- | -- | -- | -- |
| Puntos   | 50 | 42 | 36 | 33 | 30 | 27 | 24 | 22 | 20 | 18 | 16 | 14 | 12 | 10 | 8  | 6  | 4  | 3  | 2  | 1  |

Se retiene el peor resultado de las 4 primeras rondas
Resultados
| Pos | Piloto                | NOG | NOG | NMC | NMC | CRT | CRT | PRI | PRI | CAT | CAT | Retención  | Puntos |
| --- | --------------------- | --- | --- | --- | --- | --- | --- | --- | --- | --- | --- | ---------- | ------ |
| 1   | Adrián Schimpf        | 1   | 3   | 3   | 2   | 1   | Ret | 1   | 1   | 2   | 1   |            | 406    |
| 2   | Alejandro Schimpf     | 3   | 2   | 2   | 4   | 3   | 1   | 3   | 2   | 5   | 3   | (383 - 33) | 350    |
| 3   | Jéremy Bordagaray     | 2   | 6   | 1   | 1   | 5   | 8   | 2   | 3   | 4   | 5   | (362 - 22) | 340    |
| 4   | Jordi Palomeras       | 6   | 4   | 5   | 5   | 2   | 9   |     |     | 1   | 2   |            | 274    |
| 5   | Alejandro Romero      | 9   | 7   | 8   | 10  | 8   | 3   | 4   | Ret | 6   | 8   |            | 224    |
| 6   | Lydia Sempere         | 10  | 10  | 10  | 9   | 7   | 4   | 8   | 6   | 9   | 7   | (224 - 18) | 206    |
| 7   | Joaquín Rodrigo       | 8   | 8   | 9   | 8   | 9   | 5   | 5   | 5   | 8   | Ret | (218 - 20) | 198    |
| 8   | Jean-Louis Carponcin  |     |     |     |     | 10  | 6   | 6   | 4   | 7   | 6   |            | 156    |
| 9   | Matthieu Lannepoudenx | 4   | 1   | 4   | 3   |     |     |     |     |     |     |            | 152    |
| 10  | Sergio Casalins       | 5   | 5   | 6   | 6   |     |     |     |     |     |     |            | 114    |
| 11  | Michel Faye           | WD  | WD  |     |     | 11  | 7   | 7   | 7   | 10  | Ret |            | 106    |
| 12  | Álex Royo             |     |     |     |     | 4   | Ret |     |     | 3   | 4   |            | 102    |
| 13  | Javier Cicuendez      | 7   | 9   | 7   | 7   |     |     |     |     |     |     |            | 92     |
| 14  | Iván Hernández        |     |     |     |     | 6   | 2   |     |     |     |     |            | 69     |

### Campeonato de escuderías
| Pos | Piloto                | NOG | NOG | NMC | NMC | CRT | CRT | PRI | PRI | CAT | CAT | Puntos |
| --- | --------------------- | --- | --- | --- | --- | --- | --- | --- | --- | --- | --- | ------ |
| 1   | AST Competition       | 1   | 2   | 2   | 2   | 1   | 1   | 1   | 1   | 2   | 1   | 822    |
| 1   | AST Competition       | 3   | 3   | 3   | 4   | 3   | 4   | 3   | 2   | 5   | 3   | 822    |
| 2   | Milan Compétition     | 2   | 1   | 1   | 1   | 5   | 8   | 2   | 3   | 4   | 5   | 674    |
| 2   | Milan Compétition     | 4   | 6   | 4   | 3   | 2   | 9   |     |     | 1   | 2   | 674    |
| 3   | Team VRT              | 7   | 7   | 7   | 7   | 4   | 3   | 4   | 5   | 3   | 4   | 516    |
| 3   | Team VRT              | 8   | 8   | 8   | 8   | 8   | 5   | 5   | Ret | 6   | 8   | 516    |
| 4   | TeamAlcar             |     |     |     |     | 10  | 6   | 6   | 4   | 7   | 6   | 156    |
| 5   | Motorismo Racing Team | 5   | 5   | 6   | 6   |     |     |     |     |     |     | 114    |
| 6   | GM Sport              | WD  | WD  |     |     | 11  | 7   | 7   | 7   | 10  | Ret | 106    |
| 7   | Chefo Sport           |     |     |     |     | 6   | 2   |     |     |     |     | 69     |